# Brest (Niedersachsen)
Brest ist eine Gemeinde im Landkreis Stade in Niedersachsen. Sie ist die kleinste Mitgliedsgemeinde der Samtgemeinde Harsefeld. 

## Geographie

### Geographische Lage
Brest liegt auf der Stader Geest. Die Landschaft ist geprägt durch Landwirtschaft, Grün- und Ackerflächen, aber auch durch Wälder, Baumgruppen und Bachläufe. Im Gemeindegebiet liegen zudem die Moore Kreyenmoor, Hammoor und Rehrsmoor. Im Zentrum der Gemeinde liegt das Naturschutzgebiet Im Tadel.
Räumlich liegt Brest etwa in der Mitte zwischen Buxtehude (25 km) und Bremervörde (20 km). Hamburg liegt ca. 60 km, Bremen ca. 85 km entfernt. Die nächsten Grundzentren sind Bargstedt (5 km), Ahlerstedt (7 km) und Harsefeld (10 km). 

### Nachbargemeinden
|        | Kutenholz                                   |           |
| Farven | Kompassrose, die auf Nachbargemeinden zeigt | Bargstedt |
|        | Ahlerstedt, Anderlingen                     |           |

### Gemeindegliederung
Die Gemeinde besteht aus dem Kernort sowie den Ortsteilen Reith und Wohlerst und den Wohnplätzen Am Subeck, Bredenbeck, Kirchbülten, Klein Reith, Klein Wohlerst und Lehnhorst.

## Geschichte
Archäologische Funde und die bei Reith liegenden Hünengräber lassen darauf schließen, dass es im Gemeindegebiet bereits in der Vor- und Frühgeschichte Siedlungen gab. Funde in einem alten Backofen aus Tonmergel bestätigen dies ebenfalls. 
Im Jahre 1939 wurden einige Hamburger Juden zum Geschlossenen Arbeitseinsatz verpflichtet, bei der Firma Emil Schmidt Tief- und Straßenbau zu Erdarbeiten eingesetzt und dafür in einem Lager in Wohlerst untergebracht.
1970 feierte der Ortsteil Wohlerst sein tausendjähriges und 1988 der Ortsteil Brest sein 600-jähriges Bestehen. Das Dörp’s Museum in Brest und die Museumsscheune in Reith zeigen Teile der Vergangenheit.

### Regionale Zugehörigkeit
Vor 1885 gehörte Brest zur Börde Bargstedt im Amt Harsefeld, nach 1885 zum Kreis Stade und seit 1932 zum heutigen Landkreis Stade.
Die jetzige Gemeinde entstand 1972.

### Ortsname
Alte Bezeichnungen des Ortes sind 1388 Brecstede, 1467 Brestedt und 1500 Brestede.
Die Bedeutung des Ortsnamens ist vermutlich identisch mit Bredstedt in Schleswig-Holstein. Er steht für breite, ausgedehnte Stätte oder Siedlung.

### Eingemeindungen
Zwischen 1964 und 1972 war Brest Mitglied der Samtgemeinde Bargstedt. Am 1. Juli 1972 entstand Brest durch Zusammenschluss der Gemeinden Brest, Reith und Wohlerst. Seit 1972 ist Brest auch Mitglied der Samtgemeinde Harsefeld.

### Religion
Brest ist evangelisch-lutherisch geprägt und gehört zum Kirchspiel der St.-Primus-Kirche in Bargstedt.

## Politik

### Rat
Der Rat der Gemeinde Brest setzt sich aus neun Mitgliedern zusammen. Die Ratsmitglieder werden durch eine Kommunalwahl für jeweils fünf Jahre gewählt.
Die vergangenen Ratswahlen ergaben folgende Sitzverteilungen:
| Wahljahr | BL                                                                                      | SPD | CDU | WGB | Gesamt  |
| 2021     | 9                                                                                       | –   | –   | –   | 9 Sitze |
| 2016     | 9                                                                                       | –   | –   | –   | 9 Sitze |
| 2011     | –                                                                                       | 5   | 4   | –   | 9 Sitze |
| 2006     | –                                                                                       | 3   | 4   | 2   | 9 Sitze |
|          | __________________________ BL: Bürgerliste Gemeinde Brest WGB: Wählergemeinschaft Brest |     |     |     |         |

### Bürgermeister
Bürgermeister ist seit November 2016 Johann Höft (Bürgerliste). Er stammt aus dem Ortsteil Brest.

### Wappen
Blasonierung: Das Wappen der Gemeinde Brest zeigt in Gold einen schrägrechten schwarzen Stabbalken, oben begleitet von einem grünen Erlenzweig und unten von zwei vierblättrigen Kleeblättern an einem Stängel.

## Kultur und Sehenswürdigkeiten

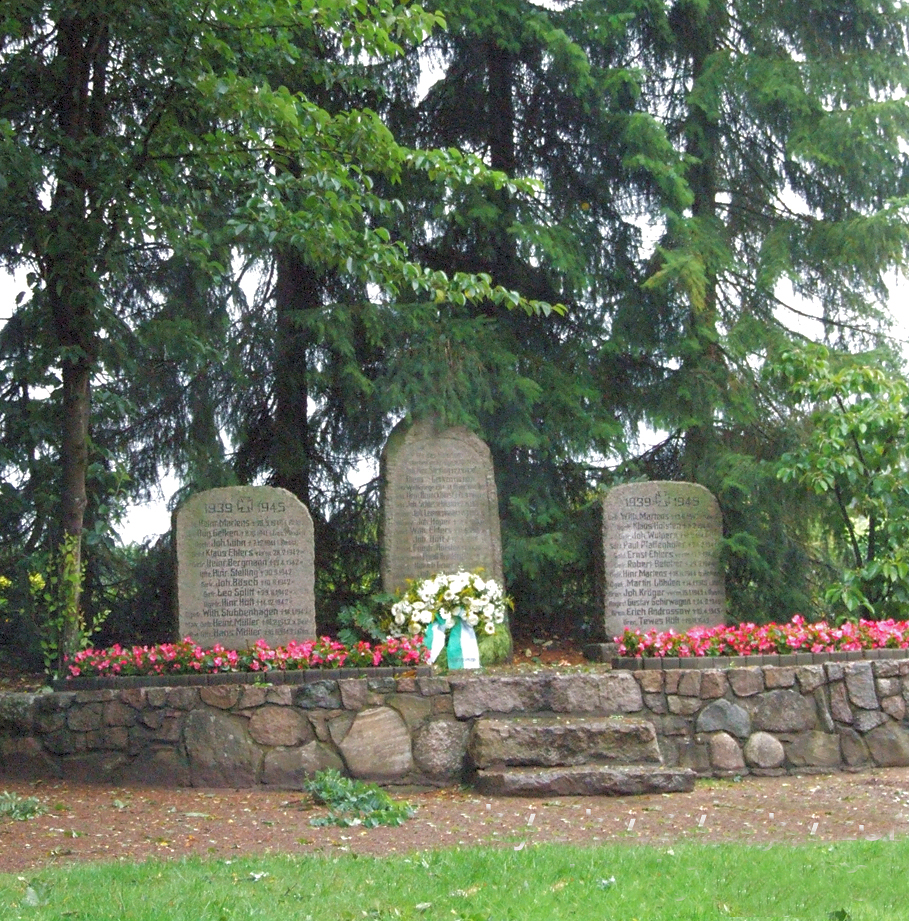
Denkmal für die Kriegstoten aus Brest

Die Architektur des Ortsteils Brest wird von Neubauten dominiert, es sind nur relativ wenige ältere Gebäude erhalten geblieben. Nahe dem Friedhof im Ortsteil Brest wird der Brester Toten der beiden Weltkriege sowie des Deutsch-Französischen Krieges 1870/71 gedacht. Hier steht auch eine kleine Backsteinkapelle aus der zweiten Hälfte des 20. Jahrhunderts. 
Im Ortsteil Brest befindet sich in der Ortsmitte ein Findling, in den das Brester Wappen eingemeißelt ist. 

### Museen
In einer Museumsscheune im Ortsteil Reith können Landwirtschaftsgeräte besichtigt werden. Besonders deutlich wird hier der Wandel beim Einsatz der Technik. Das Dörp’s Museum in Brest zeigt alte Schulbänke, Tafeln und alte Haushaltsgegenstände aus den letzten 150 Jahre und somit einen Teil der Brester Vergangenheit.

### Regelmäßige Veranstaltungen
- Letzter Sonntag im August: Flohmarkt im Ortsteil Reith mit über 500 Ständen mit Besuchern aus der ganzen Region. Aufgrund der großen Nachfrage sind an diesem Tag alle Gemeindestraßen in Reith belegt.

## Wirtschaft und Infrastruktur

### Verkehr

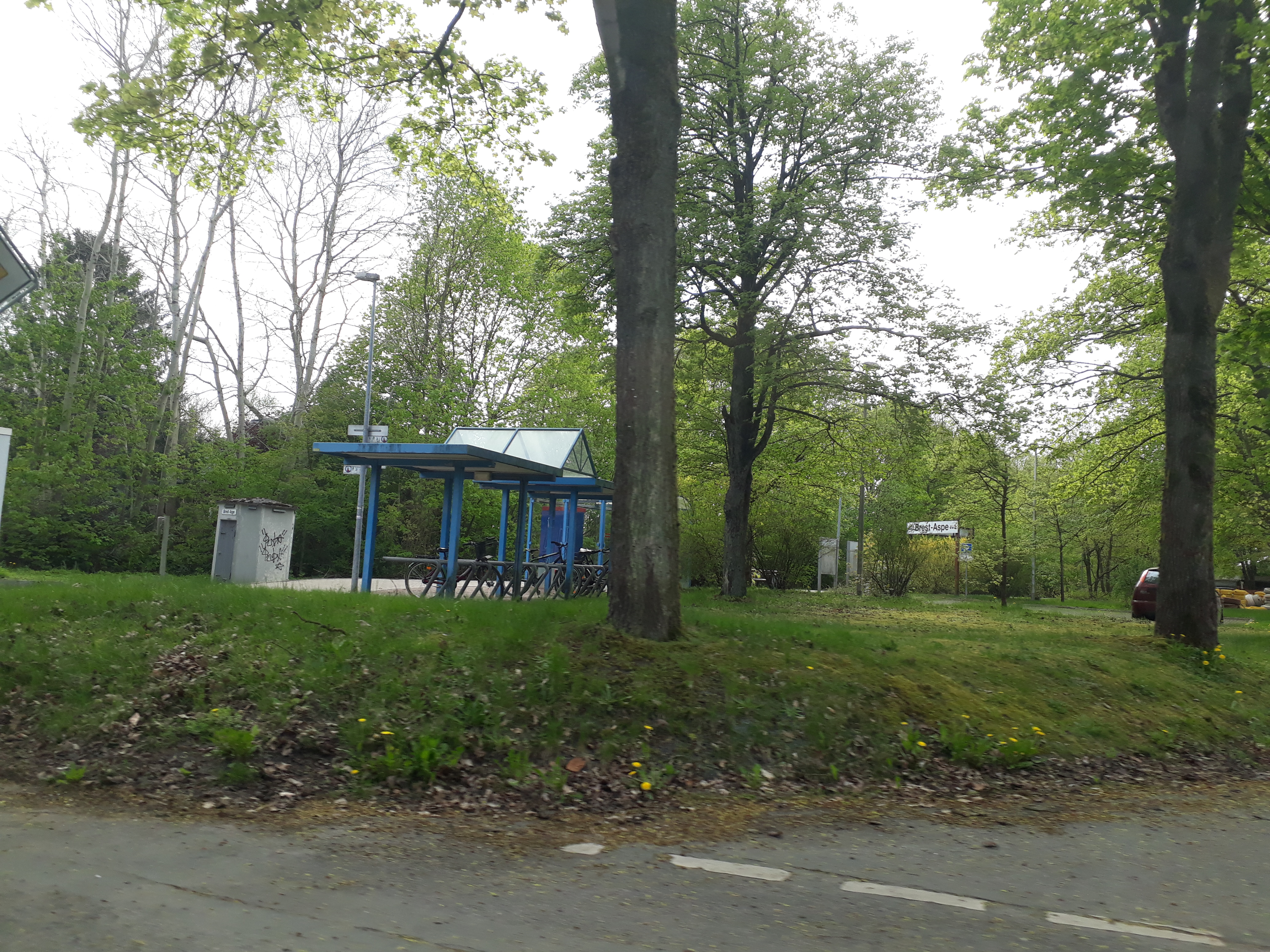
Bahnhof Brest-Aspe

Brest liegt an der Kreisstraße 48. Zwischen Brest und Aspe befindet sich in einer eigenen Siedlung der Bahnhof Brest-Aspe an der Bahnstrecke Bremerhaven-Wulsdorf–Buchholz.

### Ansässige Unternehmen
Das Wirtschaftsleben der Gemeinde wird durch die Landwirtschaft geprägt. Neben Bauernhöfen gibt es einige auf Landwirtschaft spezialisierte Gewerbebetriebe, sowie eine Werkstatt, die sich auf die Restaurierung von Rolls-Royce-Oldtimern spezialisiert hat.
Ein weiterer Betrieb hat sich auf professionelle Medientechnik spezialisiert. Dazu gehören digitale Mediensteuerungen, Telefonanlagen und Sat-Anlagen.

### Windpark
Schon frühzeitig wurde in Brest ein Windpark errichtet; durch ihn und eine Biogasanlage wird mehr Strom erzeugt als verbraucht. Für die nächsten Jahre wird ein Repowering angestrebt, um den Wirkungsgrad zu steigern.

### Dorfgemeinschaftshäuser
In allen drei Ortsteilen sind Dorfgemeinschaftshäuser anzutreffen. Das Angebot reicht vom Kaminzimmer bis zum Saal mit Bühne für rund 120 Plätze. Feuerwehren, Jagdgenossenschaften, Sport- und Tanzgruppen können die öffentlichen Begegnungsstätten nutzen, da es vor Ort keine Gastwirtschaften gibt. 

### Neubaugebiet
2014 wurde ein Neubaugebiet am Ortsrand ausgewiesen. Jede Parzelle hat eine Fläche von etwa 1000 m², was eine lockere, großzügige und individuelle Wohnbebauung zulässt. Die Bebauung wird in zwei Bauabschnitten vollzogen und dient der Eigenentwicklung der Gemeinde.

### Söhne und Töchter der Gemeinde
- Jost Fitschen (1869–1947), deutscher Botaniker

## Galerie

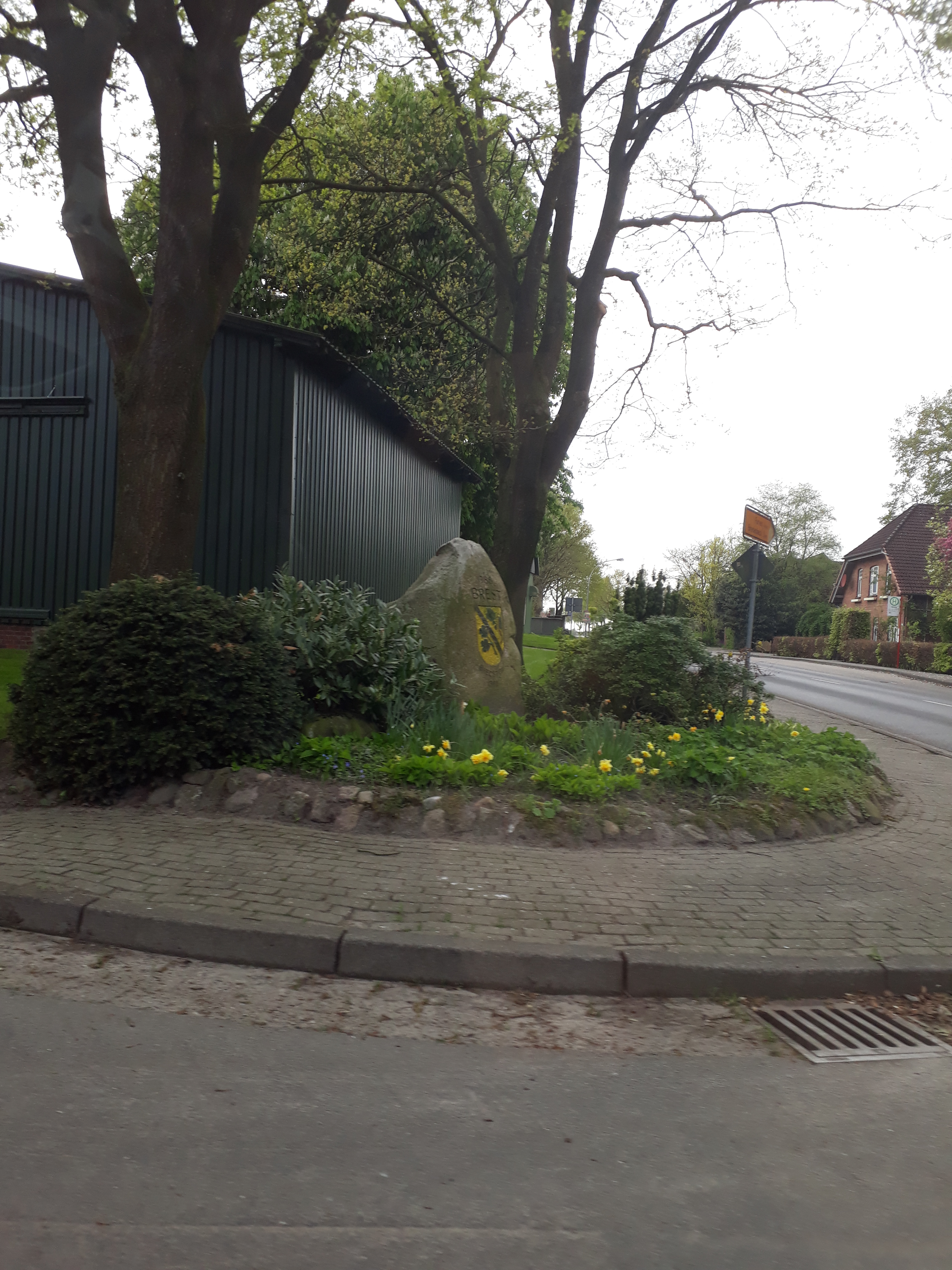
Findling mit Wappen in Brest
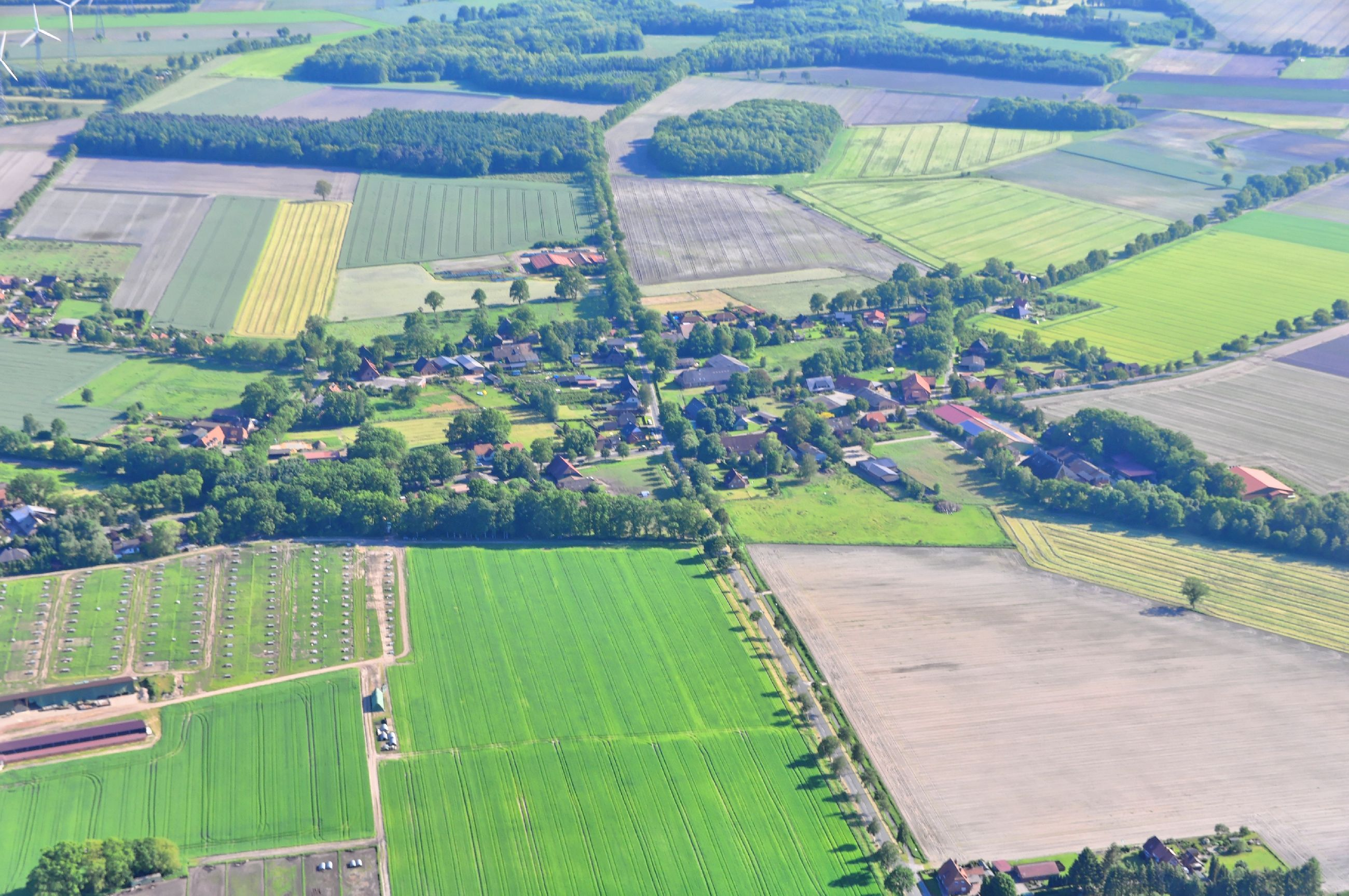
Luftbild von Brest